# Acmadenia matroosbergensis
Acmadenia matroosbergensis är en vinruteväxtart som beskrevs av Phill.. Acmadenia matroosbergensis ingår i släktet Acmadenia och familjen vinruteväxter. Inga underarter finns listade i Catalogue of Life.